# Westermannia brillans
Westermannia brillans är en fjärilsart som beskrevs av Pierre E.L. Viette 1965. Westermannia brillans ingår i släktet Westermannia och familjen trågspinnare. Inga underarter finns listade i Catalogue of Life.